# CJ Bolland
Christian Jay Bolland (* 18. Juni 1971 in Stockton-on-Tees) ist ein belgischer Techno-Produzent und DJ, der vor allem unter seinem Pseudonym CJ Bolland bekannt wurde.

## Lebenslauf
Der in Großbritannien geborene Bolland zog mit seiner Familie im Alter von drei Jahren nach Belgien. Bereits in jungen Jahren wurde er von seinen Eltern an die Musik herangeführt, die in Antwerpen einen Club leiteten, in dem Bollands Mutter als DJ arbeitete. In seiner Jugend wurde Bolland von Künstlern wie Jean Michel Jarre, Front 242 oder Neon Judgement beeinflusst. Ab Ende der 1980er Jahre wurde Bolland stark vom einsetzenden Acid-House-Boom inspiriert und wandte sich dem Techno zu. Ab 1988 produzierte er seine ersten eigenen Stücke, die bald darauf in den belgischen Piratensendern zu hören waren. Nach diesen ersten Erfolgen sandte Bolland Demobänder an verschiedene Plattenlabel. Nachdem ein Mitschnitt einer seiner Radioshows zu R&S Records geschickt wurde, wurde Bolland eingeladen und verbrachte am ersten Tag 32 Stunden mit dem Labelgründer Renaat Vandepapeliere im Studio. Kurz darauf wurde er von R&S unter Vertrag genommen, die damals bereits eine Vorreiterrolle in der Techno-Szene einnahmen. Bolland arbeitete eng mit Vandepapeliere zusammen und gründete mit ihm und weiteren Musikern die Gruppen „The Project“ und „Space Opera“. The Projects Stück Do that dance aus dem Jahr 1990 stellt gleichzeitig die erste kommerzielle Veröffentlichung dar, an deren Entstehen Bolland direkt beteiligt war. 
Die 1992 veröffentlichte EP Ravesignal III machte ihn dank des Stücks Horsepower schlagartig in der europäischen Techno-Szene bekannt. Mit The 4th Sign erschien kurz darauf Bollands Debüt-Album. Ein Jahr darauf erschien die Single Camargue, bei deren Produktion Bolland erstmals mit seiner Schwester Sian Louise Bolland zusammenarbeitete. Das Stück wurde aufgrund der einprägsamen und hypnotischen Melodie ein Dancehit und gilt aus heutiger Sicht als früher Rave-Klassiker.
Gleichzeitig etablierte sich Bolland als ernstzunehmender DJ, der vor allem in Großbritannien Erfolge feierte. Im Jahr 1995 durfte Bolland als erster Künstler einen Mix für die Musikserie DJ-Kicks anfertigen, die heute eine der bekanntesten Mixserien gilt und ein Aushängeschild des Plattenlabels !K7 Records darstellt.
Sein zweites Album Electronic Highway erschien 1995 und war das letzte Studio-Album für R&S. Nachdem Bolland immer stärker durch den Stil Dave Angels beeinflusst wurde, suchte er nach neuen Ausdrucksmöglichkeiten. Vandepapeliere war der Ansicht, dass dieser neue Stil nicht mehr zu seinem Label passe. Bolland verließ daraufhin R&S und unterzeichnete einen Vertrag über fünf Alben beim britischen Techno-Label Internal. Dort erschien 1996 Bollands drittes und bisher letztes Studio-Album The Analogue Theatre. 
Bollands bisher größter Hit war die 1996 veröffentlichte Single Sugar is sweeter, die vor allem dank eines Remixes von Armand Van Helden in mehreren europäischen Ländern die Charts erreichte und im Dezember des Jahres auch die Position 1 der US-amerikanischen Billboard-Dancecharts belegte. Der Erfolg des Stücks beeinflusste seine weitere Karriere eher negativ. Der Druck seiner neuen Plattenfirma erschwerte ihm die Produktion weiterer Musikstücke und zwei bereits produzierte Alben wurden daraufhin nicht wie geplant veröffentlicht. 
Vor allem ab Anfang der 1990er Jahre produzierte Bolland weiterhin zahllose Remixe bekannter Künstler wie Orbital (Lush 3), Tori Amos (God), Sven Väth (Harlequin - The Beauty And The Beast), The Prodigy (No Good (Start the Dance)), Felix (Stars), WestBam (Wizards Of The Sonic), New Order (Temptation), UB40 (Until My Dying Day), B.B.E. (Flash), Depeche Mode (Useless) und Moby (James Bond Theme).
Unter dem Pseudonym „BCJ“ produziert er 1997 das Stück Spectre für den Soundtrack des PlayStation-Spiels zum Anime Ghost in the Shell.
Nach Differenzen mit seiner Plattenfirma gründete Bolland im Jahr 2002 sein eigenes Label Mole Records, auf dem jedoch bis zum Jahr 2003 lediglich vier mehrheitlich von Bolland produzierte Singles erschienen. Danach produzierte Bolland einige wenige Platten anderer Künstler und es erschienen diverse in Kooperation mit anderen Musikern entstandene Singles, jedoch seit 2003 nur noch sporadisch Veröffentlichungen unter dem Namen CJ Bolland. 
Er ist jedoch nach wie vor als DJ aktiv und tritt vor allem in Belgien und den Niederlanden regelmäßig auf. Bolland war darüber hinaus an den Aufnahmen zum 2005 erschienenen Album Pocket Revolution der belgischen Indie-Rock-Band dEUS beteiligt, mit deren Mastermind Tom Barman er seit 2003 das gemeinsame Projekt Magnus unterhält, das seitdem mehrere Veröffentlichungen vorgelegt hat.

## Diskografie

### Alben
- 1992: The 4th Sign
- 1995: Electronic Highway
- 1995: DJ-Kicks: CJ Bolland (DJ-Mix)
- 1996: The Analogue Theatre
- 1997: Style - Stage 2 Into The Techno (DJ-Mix)
- 1998: Vol.1 (...Mutations) (DJ-Mix)
- 2009: 500 Euro Cocktail

Magnus (mit Tom Barman)
- 2004: The Body Gave You Everything
- 2014: Where Neon Goes to Die
- 2017: Best Of

### Singles und EPs
- 1990: The Ravesignal
- 1991: Get Busy Time / Here We Go (Promo)
- 1991: Ravesignal Vol. II
- 1991: Ravesignal III
- 1993: Camargue
- 1993: Live At Universe 30-04-93
- 1995: Neural Paradox
- 1995: The Starship Universe EP
- 1995: There Can Be Only One
- 1996: Desolate 1 / The Tingler
- 1996: Sugar Is Sweeter
- 1997: The Prophet
- 1999: It Ain't Gonna Be Me
- 2000: Dark Side / Camargue
- 2000: Inside Out / Cyrus
- 2002: Prophet 1 / The Prophet
- 2002: See Saw
- 2003: The Digger
- 2006: Riot

Magnus (mit Tom Barman)
- 2003: Summer’s Here
- 2003: Jumpneedle
- 2014: Singing Man (mit Thomas Smith)
- 2014: Puppy (mit Tim Vanhamel)
- 2015: Slecht gaaan (mit De Jeugd van Tegenwoordig)
- 2015: Catlike
- 2016: What It Is
- 2017: Look at Us Now